# Kwaluseni
Kwaluseni – inkhundla w dystrykcie Manzini w Królestwie Eswatini. Według spisu powszechnego ludności z 2007 r. zamieszkiwało go 41780 mieszkańców. Inkhundla dzieli się na dwa imiphakatsi: Kwalusenimhlane, Logoba .